# 埃武拉區
埃武拉區 （葡萄牙語：Distrito de Évora，[ˈɛvuɾɐ] ⓘ）是葡萄牙中南部內陸的一個區。面積7,393平方公里，人口173,408人 （2001年）。首府埃武拉，下分14市镇。